# Ternay (Loir-et-Cher)
Ternay ist eine französische Gemeinde mit 330 Einwohnern (Stand: 1. Januar 2022) im Département Loir-et-Cher in der Region Centre-Val de Loire. Sie gehört zum Arrondissement Vendôme und ist Teil des Kantons Montoire-sur-le-Loir. Die Einwohner werden Ternois genannt.

## Geografie
Ternay liegt etwa 35 Kilometer nordnordöstlich von Tours. Umgeben wird Ternay von den Nachbargemeinden Artins im Norden und Westen, Saint-Jacques-des-Guérets im Norden und Nordosten, Saint-Martin-des-Bois im Osten, Les Hayes im Süden sowie Montrouveau im Südwesten.

## Einwohnerentwicklung
| 1962                       | 1968 | 1975 | 1982 | 1990 | 1999 | 2006 | 2017 |
| 466                        | 421  | 350  | 282  | 250  | 272  | 295  | 336  |
| Quellen: Cassini und INSEE |      |      |      |      |      |      |      |

## Sehenswürdigkeiten
- Kirche Saint-Pierre-et-Saint-Paul aus dem 11./12. Jahrhundert
- Priorat von La Madeleine de Croixval, 1125 gegründet
- Schloss Bois-Freslon

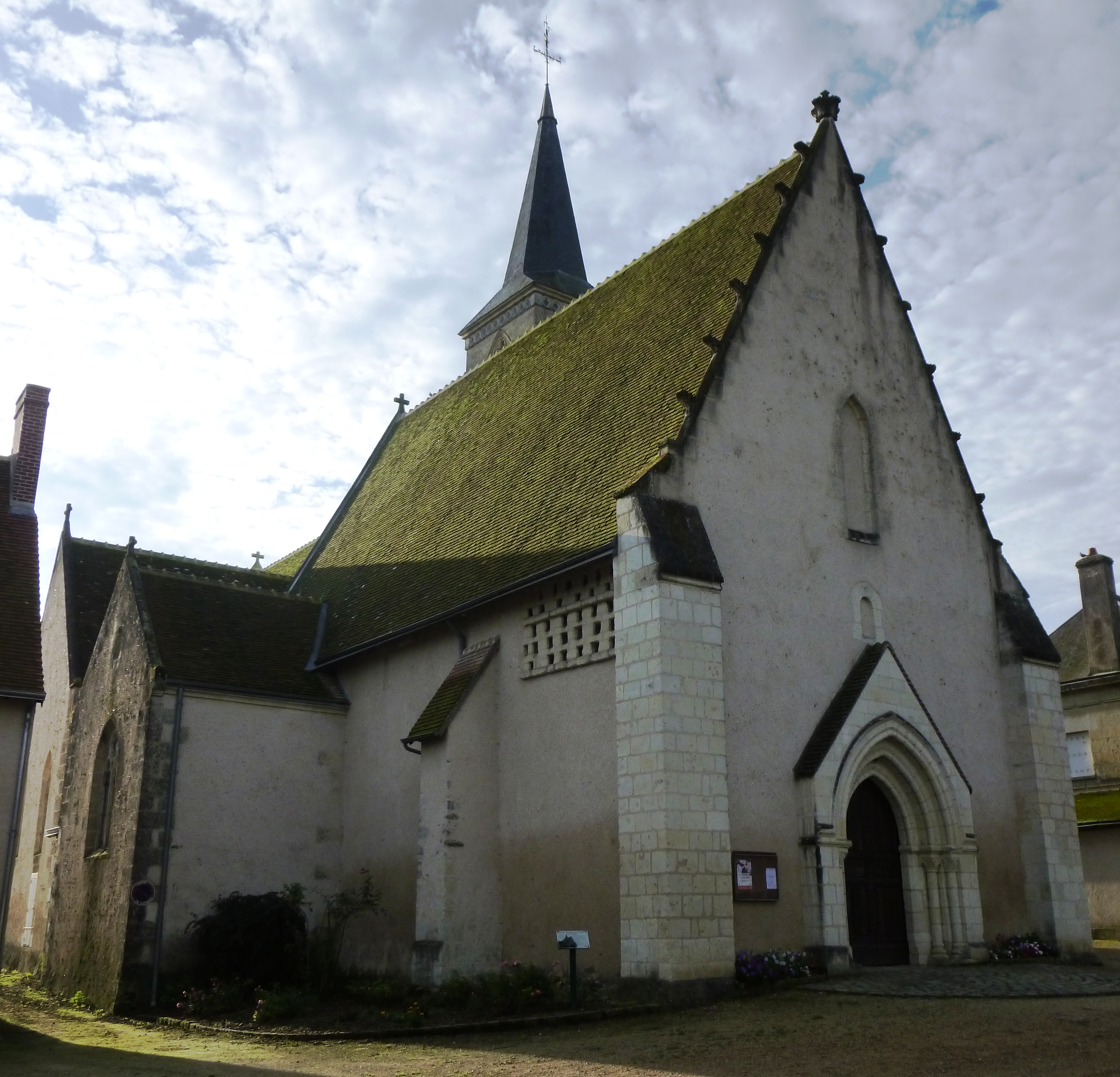
Kirche Saint-Pierre-et-Saint-Paul
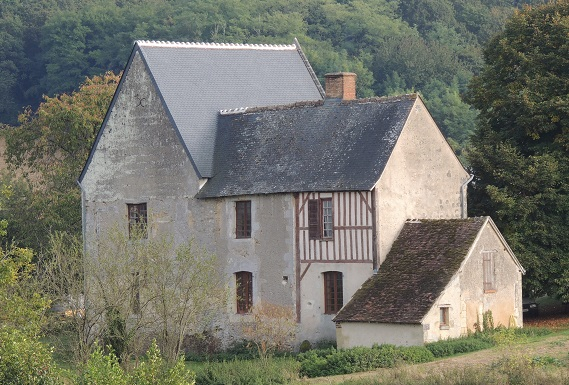
Priorat La Madeleine de Croixval
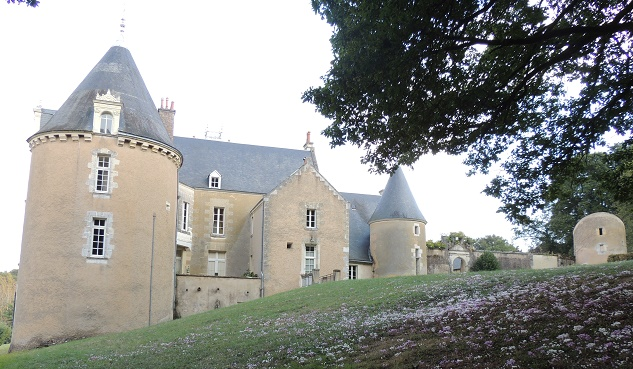
Schloss Bois-Freslon